# Heinz Jurek
Heinz Jurek (* 28. November 1929; † 8. März 2019) war Fußballspieler in Sachsen. In Karl-Marx-Stadt (Chemnitz) spielte er für die BSG Chemie bzw. den SC Motor von 1954 bis 1956 in der DDR-Oberliga, der höchsten Spielklasse des DDR-Fußball-Verbandes.

## Sportliche Laufbahn
Jurek begann nach dem Zweiten Weltkrieg im sächsischen Freital Fußball zu spielen. Mit der BSG Hüttenwerk wurde er 1950 Dresdner Bezirksmeister und mit der Nachfolge-BSG Stahl Freital 1953 Meister der neuen Bezirksliga Dresden. Nachdem er 1953/54 mit Stahl Freital als Stürmer in der zweitklassigen DDR-Liga gespielt hatte, wechselte er 24-jährig zur Saison 1954/55 zum DDR-Oberliga-Aufsteiger BSG Chemie Karl-Marx-Stadt. Dort wurde er sofort Stammspieler, bestritt als Einziger alle 26 Punktspiele und wurde mit sieben Punktspieltoren zweitbester Torschütze der Karl-Marx-Städter. Er wurde zunächst im Mittelfeld eingesetzt, in der Saisonrückrunde spielte er aber fast nur im Angriff. In der Saison 1956, die erstmals im Kalenderjahr-Rhythmus ausgetragen wurde, und in der die Karl-Marx-Städter nun als SC Motor antraten, begann Jurek ebenfalls als Stürmer, hauptsächlich auf der halblinken Position. Nachdem er am 30. Mai 1956 in der Begegnung des 12. Spieltages SC Rotation Leipzig – SC Motor als halblinker Stürmer gespielt hatte, wurde er anschließend nicht mehr eingesetzt. Im Alter von 26 Jahren war seine Karriere als Spieler in der DDR-Oberliga beendet, in der er für Karl-Marx-Stadt 34 Spiele bestritten und neun Tore erzielt hatte. Hinzu kommen 13 Spiele in der Übergangsrunde 1955 zur Saison 1956.